# Kota Batu (Warkuk Ranau Selatan)
Kota Batu is een bestuurslaag in het regentschap Ogan Komering Ulu Selatan van de provincie Zuid-Sumatra, Indonesië. Kota Batu telt 2788 inwoners (volkstelling 2010).